# 勒阿弗尔大学
勒阿弗尔大学（法語：Université du Havre），是法国勒阿弗尔的一所公立综合性大学，于1984年成立。

## 历史
勒阿弗尔大学于1984年由时任法国总理洛朗·法比尤斯剪彩。但勒阿弗尔的高等教育史从1967年建立的大学技术学院就开始了。

## 院系设置
- 科学技术学院
- 外交学院
- 文学社会科学学院
- 勒阿弗尔大学技术学院
- 高等物流研究院
- 诺曼底复杂系统研究院